# Hostile (Schiff)
HMS Hostile (H55) war ein Zerstörer der H-Klasse der britischen Royal Navy im Zweiten Weltkrieg. Der Zerstörer nahm am 10. April 1940 am Ersten Seegefecht bei Narvik teil, in dem sie weitgehend unbeschädigt blieb. So konnte sie das schwer beschädigte Schwesterschiff Hotspur zu den Lofoten schleppen. Der seit Ende Mai 1940 wieder bei der „Mediterranean Fleet“ eingesetzte Zerstörer lief am 23. August 1940 bei einem Verlegungsmarsch von Alexandria nach Gibraltar auf 36° 53′ N, 11° 19′ O 18 Seemeilen südöstlich von Cape Bon auf eine Mine, die ihm den Kiel brach. Nach der Bergung der Besatzung versenkte die Hero das treibende Wrack.

## Geschichte des Schiffes
Das Schiff lief am 24. Januar 1936 als Teil einer Klasse von acht Zerstörern bei Scotts in Greenock vom Stapel. In Dienst gestellt wurde es am 10. September 1936.
Der Zerstörer wurde zunächst gemeinsam mit der Mehrzahl seiner Schwesterschiffe in der 2. Zerstörerflottille im Mittelmeer eingesetzt. Nach dem Kriegsbeginn wurde er im Zuge der Jagd auf deutsche Panzerschiffe zunächst in den Mittel- und später in den Südatlantik verlegt. Anfang 1940 wurde die Flottille in die Gewässer um die Britischen Inseln zurückbefohlen.
Nachdem deutsche Truppen im Rahmen des Unternehmens Weserübung von deutschen Zerstörern in Narvik gelandet worden waren, lief die Hostile zusammen mit ihren Schwesterschiffen aus, um den Ofotfjord zu blockieren. Am 10. April 1940 nahm der Zerstörer an dem Ersten Seegefecht bei Narvik teil. Es folgten weitere Einsätze vor der norwegischen Küste.
Im Mai 1940 wurden alle einsatzfähigen Schiffe der Flottille ins Mittelmeer verlegt, wo sie in Alexandria stationiert wurden. Die Hostile wurde zur Eskorte von Konvois herangezogen und nahm im Juli an der Seeschlacht bei Punta Stilo als Geleiter für die Schlachtschiffe teil.
Am 23. August 1940 befand sich die Hostile auf dem Marsch von Malta nach Gibraltar, als das Schiff vor Cap Bon auf eine Mine lief, die wenige Tage zuvor von italienischen Zerstörern gelegt worden war. Der Zerstörer wurde von seinem Schwesterschiff Hero mit Torpedo versenkt.